# 아비 아라드
아비 아라드(히브리어: אבי ארד, Avi Arad, 1948년 8월 1일 ~ )는 이스라엘계 미국인 사업가, 영화 제작자이다.
라마트간에서 태어났으며, 홀로코스트에서 생존한 폴란드계 유대인 집안 출신이다. 1990년대 토이 비즈의 CEO가 되어, 이후 마블 엔터테인먼트의 수석 크리에이티브 오피서, 마블 스튜디오의 설립자 겸 CEO가 되었다.